# Leerdam

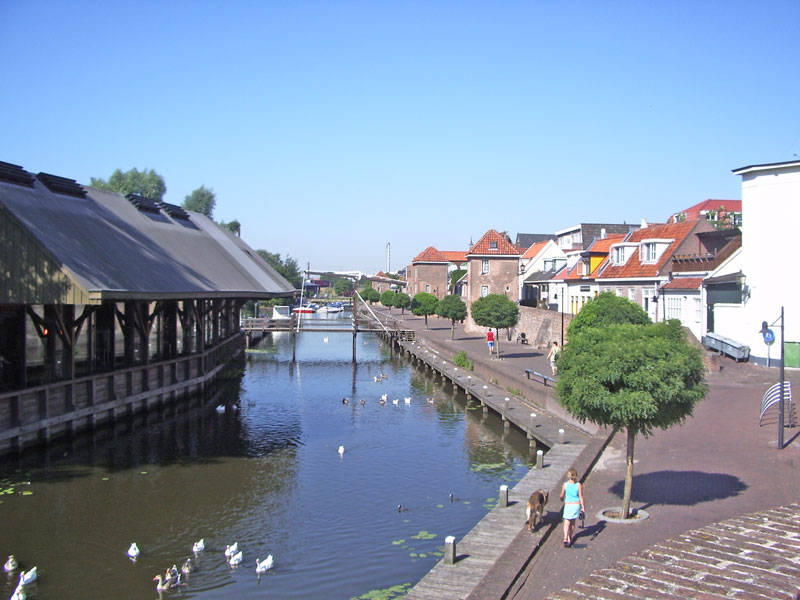
City walls and (left) Glass Centre, Leerdam.

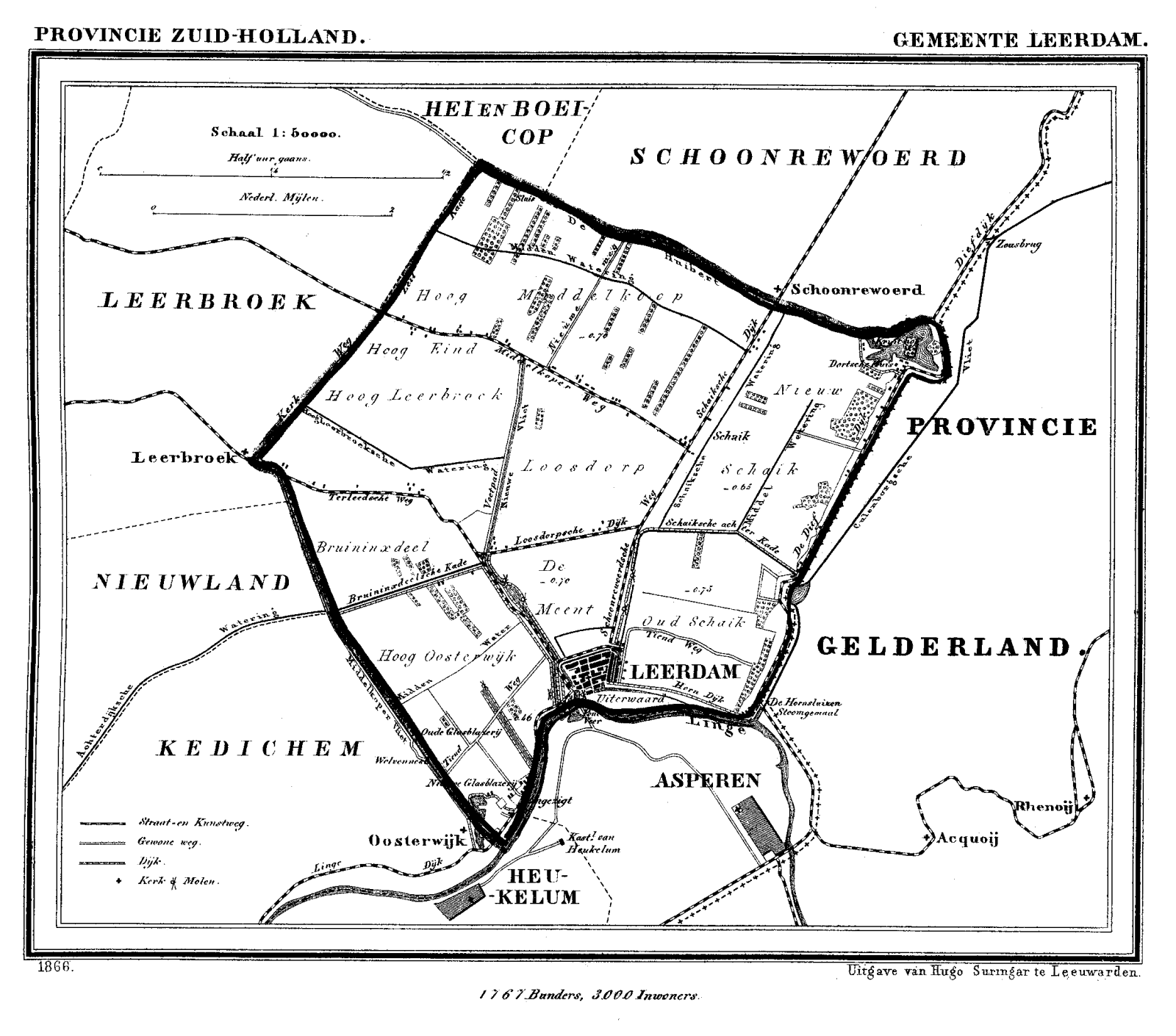
Leerdam năm 1866.

Leerdam (dân số: 21,050 người trong năm 2004) là một đô thị ở phía tây Hà Lan, trong tỉnh Zuid-Holland.
Đô thị này có diện tích 34,32 km² (13,25 mile²) trong đó 0,53 km² (0,20 mile²) là diện tích mặt nước. Đô thị này gồm thị trấn Leerdam, làng Kedichem, Schoonrewoerd và Oosterwijk.

## Sinh ra ở Leerdam
- Manon van Rooijen (*1982), vận động viên bơi tự do